# Toshio Hosokawa
Œuvres principales
Concerto pour saxophone
Ferne-Landschaft II pour orchestre
Voyage I
Toshio Hosokawa (細川俊夫, Hosokawa Toshio), né le 23 octobre 1955 à Hiroshima au Japon, est un compositeur japonais.
Le style des partitions de Toshio Hosokawa est principalement basé sur la musique de l'avant-garde allemande de l’après-guerre, dans laquelle il incorpore des éléments traditionnels des arts japonais. Il décrit son esthétique musicale comme une « calligraphie sonore », pensée comme le coup de pinceau de l’artiste pour produire chaque son.

## Biographie

### Formation
Toshio Hosokawa naît dans une famille d'artistes. Son grand-père est un maître du ikebana, l'art des fleurs, et sa mère enseigne le koto.
Il commence le piano à l'âge de cinq ans, s'intéressant surtout à la musique de Mozart, Beethoven et plus tard, Bach et Schubert. À quinze ans, il est fasciné par l'écoute à la radio d'une œuvre de Tōru Takemitsu, November Steps (1967), composée pour biwa, shakuhachi et orchestre. Il décide de se consacrer entièrement à la musique. L'année suivante, il entre à l'école de musique de Tokyo. Il y poursuit ses études de piano et de composition, avant de se fixer à partir de 1976 à Berlin-Ouest pour étudier, à l'Université des arts, la composition auprès d'Isang Yun, le piano avec Rolf Kuhnert (de) et l'analyse et la théorie avec Witold Szalonek jusqu'en 1982.

### Carrière
Winter Bird, pour violon seul, est sa première œuvre créée en 1978 à Lübeck ; l'année suivante, c'est Melodia pour accordéon seul, à Francfort, suivi d'autres à l'occasion des cours d'été de Darmstadt de 1980 à 1982. Manifestation pour violon et piano est donné à Berlin, en 1981. Il remporte son premier prix de composition lors du concours Valentino Bucchi, à Rome en 1980, avec Jo-Ha-Kyu pour flûte, violon, alto et violoncelle. En 1982, il est primé deux fois : à Tokyo avec le prix Irino pour les jeunes compositeurs et à Berlin où Preludio pour orchestre est choisi pour les cérémonies du centenaire de la Philharmonie.
De 1983 à 1986, il part pour Fribourg travailler à l'Université de musique, la composition avec Klaus Huber et l'analyse avec Brian Ferneyhough. C'est Hubert qui attire son attention sur la culture japonaise et c'est de cette époque seulement qu'il développe son goût pour le gagaku, le théâtre nô, la pensée bouddhiste et les vieux instruments traditionnels.
En 1985, il reçoit une commande du flûtiste Pierre-Yves Artaud. L'œuvre, Sen I est créée à Londres. En 1988, il reçoit le prix de musique de Kyoto et en 1989, il remporte le 37e prix d'Otaka avec Ferne-Landschaft I (1987). Ces deux années il est également compositeur en résidence au festival de Davos. En 1990, il rencontre Helmut Lachenmann, au cours d'été de Darmstadt, avec qui il devient ami. Il compose sa première musique de film pour L'Aiguillon de la mort du réalisateur Kōhei Oguri. En 1994, il reçoit une commande de l'Académie d'été de Salzbourg pour le festival : In die Tiefe der Zeit [« Dans la profondeur du temps »] pour violoncelle, accordéon et cordes créé dans sa première version le 18 août, par les dédicataires, Julius Berger et Stefan Hussong — la seconde version date de 2002. L'année suivante, il écrit Vertical Song I  (1995), pour le flûtiste Roberto Fabbriciani. 1998, voit la création de Memory of the Sea (Hiroshima Symphony), où il exprime de sa ville natale, le bruit de la mer, la lumière, l’odeur, les nuages qui passent et la brise d’Hiroshima, tels qu’il s’en souvient, voulant faire un panégyrique à la force invisible de la nature.
En 2000 et 2001 sont créés deux œuvres à Paris. Respectivement Voyage IV (Extasis) pour accordéon et petit ensemble et Song from far away (in nomine) pour flûte, clarinette, percussion, violon, alto et violoncelle ; en 2004 est créé son opéra Hanjo, au festival d'Aix-en-Provence et Love Songs pour voix et saxophone alto, sur des poèmes japonais d'Izumi Shikibu, à Paris. En 2006, la NDR commande pour l'anniversaire Mozart, un concerto pour piano, Lotus under the moonlight, créé par la pianiste Momo Kodama et l'Orchestre de la NDR, dirigiés par Jun Märkl. En 2008, il compose un concerto pour le violoncelliste britannique membre du Quatuor Arditti, Rohan de Saram, commande de la WDR, qui devient Chant, créé à la radio en avril 2009. L'année suivante, est commandé Woven Dreams pour orchestre, par la Roche Commissions, qui est créé et au festival d'été de Lucerne en août 2010, avec l'orchestre de Cleveland sous la direction de Franz Welser-Möst, au Carnegie Hall par les mêmes, en février l'année suivante.
Il est élu membre de l'Académie des arts de Berlin en 2001, et nommé membre du jury du prix de composition Tōru-Takemitsu en 2012. Depuis 2004, Hosokawa est nommé professeur invité permanent de l'Université de musique de Tokyo.
Toshio Hosokawa et l'auteur d'un ouvrage sur son œuvre (en allemand), intitulé Silence et son, ombre et lumière. Conversations avec Walter-Wolfgang Sparrer paru en 2012.

## Style
Le modèle principal des compositions de Toshio Hosokawa est basé sur la musique de l’avant-garde allemande de l’après-guerre, dans laquelle il incorpore des éléments traditionnels des arts japonais : Sen II (1986) tire son inspiration de la geste des grands maîtres de calligraphie orientale, alors que Ferne-Landschaft I puise dans le gagaku et les peintures de paysages chinois. Certaines œuvres, aux titres sans référence orientale, portent néanmoins cette empreinte, tels Landscape II (1992) et Vertical Time Study III (1994).
Il découvre la tradition musicale japonaise par le biais de l'avant-garde occidentale au-delà de ses vingt ans, mais invente lui-même l'expression « calligraphie sonore », pour décrire son esthétique musicale, en lien avec les enseignements du bouddhisme zen. Il vise à rendre le coup de pinceau de chaque son, comme la trace d’une dépense d’énergie du geste physique, contre le matériau. « Ma musique est la calligraphie, peinte sur la frontière ouverte du temps et de l'espace. Chaque note individuelle a une forme, comme une ligne ou un point appliqué avec un pinceau. Ces lignes sont peintes sur une toile de silence. Ses frontières sont une partie du silence, tout aussi importantes que ce qui est audible » dit le compositeur à propos de Silent Flowers (1998), une œuvre pour quatuor à cordes.
« Toshio Hosokawa a acquis une position très particulière en construisant des ponts entre Avant-garde occidentale et tradition japonaise. Tout en employant continuellement des techniques de composition occidentales, il revient en même temps à la tradition musicale japonaise et asiatique ». Partant des précurseurs et modèles tels qu'Isang Yun, son professeur et Tōru Takemitsu, son compatriote, il utilise une écriture occidentale avec parfois des instruments traditionnels, tel le shō. Signe de la réception des œuvres d'Hosokawa depuis le milieu des années 1990, d'autres compositeurs occidentaux s'en approprient la sonorité particulière : Helmut Lachenmann, Hans Zender et John Cage (par exemple 110 : Two3 et 108, en 1991).

## Œuvre

### Opéras
- 1998 : Vision of Lear, opéra en deux actes, livret de Tadashi Suzuki (en) d'après Le Roi Lear de William Shakespeare
- 2004 : Hanjo, opéra en un acte, livret du compositeur d'après la traduction anglaise par Donald Keene du nô moderne éponyme de Yukio Mishima, mise en scène par Anne Teresa De Keersmaeker — commande du festival d'Aix-en-Provence.
- 2011 : Matsukaze, opéra en un acte, livret de Hannah Dübgen d'après le nô Matsukaze de Zeami, mise en scène par Sasha Waltz – Commande de l'opéra de La Monnaie.
- 2016 : Stilles Meer, opéra en un acte et deux scènes, livret de Hannah Dübgen d'après le nô Sumidagawa de Zeami

### Oratorios
- 1989 : Death and Resurrection, pour trois récitants, quatre ou huit voix solistes, chœur mixte et d'enfants, bande et orchestre
- 1989-2001 : Voiceless Voice in Hiroshima, requiem pour solistes, récitants, chœur, bande ad lib et orchestre : textes de Matsuo Bashō, Paul Celan et le film Les Enfants d'Hiroshima (Genbaku no Ko) de Kaneto Shindō
- 2010-2012 : Sternlose Nacht - Requiem für Jahreszeiten, pour deux soprano, mezzo-soprano, récitant, chœur mixte et orchestre : textes de Gershom Scholem, Masao Masinushi

### Musique pour chœur
- 1991 : Ave Maria, pour chœur mixte
- 1991 : Ave Maria, pour chœur mixte a cappella
- 1993 : Tenebrae, pour chœur d'enfants
- 1996-1997 : Singing Trees, requiem pour Tōru Takemitsu, pour chœur d'enfants
- 1997 : Seascapes - Night, pour chœur mixte et sept instruments
- 2000-2001 : Winter Voice, pour chœur et orchestre
- 2001 : Temple Bells Voice, pour chœur et orchestre
- 2004 : Mein Herzensgrund, unendlich tief, pour chœur mixte et marimba
- 2006 : Die Lotosblume (Hommage à Robert Schumann), pour chœur mixte et percussion
- 2008 : Two Japanese Folk Songs, arrangements pour chœur mixte et percussion avec shō ad libitum

### Musique vocale
- 1986 : Renka I, pour soprano et guitare
- 1987 : Renka II, pour soprano et ensemble
- 1989 : Banka, pour soprano et koto à dix-sept cordes
- 1990 : Renka III, pour soprano (ou mezzo-soprano), violon, viole de gamme (ou violoncelle) et harpe
- 1990 : Birds Fragments I, pour mezzo-soprano, flûte alto et harpe
- 1996 : Super Flamina Babylonis, pour soprano, alto et orchestre de chambre avec orchestre à cordes ad lib.
- 1999 : Koto-Uta, pour voix et koto
- 2001 : In Ajimano, pour voix, koto, violoncelle et orchestre de chambre
- 2002 : Far Away, pour voix, koto, violoncelle et orchestre de chambre
- 2002 : Meeres Licht, pour soprano, alto, chœur et orchestre
- 2005 : Three Love Songs, pour voix et saxophone alto
- 2006 : Japanese Folksongs, pour voix et koto
- 2010 : Kuroda-bushi (Japonese Folk Songs), pour voix et guitare avec hautbois (obbligato) (version pour voix et flûte alto en 2011)
- 2011 : The Raven (d'après le poème d'Edgar Allan Poe, monogramme pour mezzo-soprano et ensemble
- 2013 : Klage, pour soprano et orchestre
- 2014 : Drei Engel-Lieder, pour soprano et harpe
- 2014 : Three Japanese Folk Songs, arrangements pour voix et piano
- 2015 : Nach des Strum, pour deux sopranos et orchestre

### Musique pour orchestre
- 1982 : Preludio
- 1987 : Ferne-Landschaft I
- 1989 : Preludio Night
- 1992 : Dawn
- 1993 : Pass into Silence
- 1994 : Landscape VI - Cloudscapes, pour ensemble
- 1996 : Medea Fragments I, ouverture pour orchestre de chambre
- 1996 : Utsurohi-Nagi, pour shō et orchestre à cordes avec harpe, célesta et percussion
- 1996 : Ferne-Landschaft II
- 1996 : Ferne-Landshaft III - Seascapes of Fukuyama
- 1998 : Memory of the Sea (Hiroshima Symphony)
- 1998 : Seascapes - Daybreak
- 1998 : Seascapes - Oita
- 1999 : Night Bells
- 2000 : Ceremonial Dance
- 2001-2002 : Voice from the Ocean
- 2003 : Wind from the Ocean
- 2003 : Garten Lieder, pour orchestre de chambre avec cordes
- 2003 : Garden at First Light, pour orchestre gagaku
- 2005 : Circulating Ocean
- 2006 : Wind from the Ocean
- 2006-2007 : Skyscape
- 2007 : Danses imaginaires
- 2009-2010 : Woven Dreams
- 2010 : Danses imaginaires II, pour grand orchestre
- 2011-2012 : Meditation – to the Victims of Tsunami 3.11, à la mémoire des victimes du tsunami 2011
- 2011 : Blossoming II
- 2012 : Singing Garden in Venice, pour orchestre baroque

### Musique concertante
- 1984 : Hajah, pour deux groupes orchestraux et accordéon
- 1987 : Jenseits der Zeit..., pour violon solo et deux groupes de cordes
- 1988 : Concerto pour flûte Per-Sonare
- 1993 : Landscape III, pour violon et orchestre
- 1994 : In die Tiefe der Zeit, pour violoncelle, accordéon et cordes
- 1996 : Utsurohi-Nagi, pour shō et orchestre à cordes, avec harpe, célesta et percussion
- 1997 : Concerto pour violoncelle et orchestre
- 1997 : Voyage I, pour violon et ensemble
- 1997 : Voyage II, pour basson et ensemble
- 1997 : Voyage III, pour trombone et ensemble
- 1997 : Concerto pour cor et orchestre Moment of Blossoming
- 1997-1998 : Concerto pour piano et orchestre Ans Meer
- 1998 : Concerto pour saxophone et orchestre
- 2000 : Voyage IV (Extasis), pour accordéon et ensemble
- 2000 : Concerto pour clarinette, orchestre à cordes et percussions Metamorphosis
- 2000 : Concerto pour percussion et orchestre Tabi-bito (Wanderer)
- 2001 : Voyage V, pour flûte et orchestre
- 2001 : Concerto pour harpe et orchestre Re-turning
- 2002 : Voyage VI, pour alto et cordes
- 2002 : Concerto pour piano et orchestre Silent Sea
- 2004 : Drawing, pour huit instrumentistes
- 2005 : Voyage VII, pour trompette et orchestre à cordes avec percussions
- 2005 : Herbst Wanderer, pour saxophone, piano, percussion et orchestre à cordes
- 2006 : Voyage VIII, pour tuba et ensemble
- 2007 : Voyage IX (Awalkening), pour guitare et orchestre à cordes avec percussions
- 2006 : Concerto pour piano et orchestre Lotus Under the Moonlight (Hommage à Wolfgang Amadeus Mozart)
- 2008 : Cloud and Light, pour shō et orchestre
- 2009 : Voyage X, pour shakuhachi et ensemble
- 2009 : Chant, pour violoncelle et orchestre
- 2011 : Autumn Wind pour Shakuhachi et orchestre
- 2013 : Concerto pour trompette et orchestre Im Nebel
- 2014 : Aeolus (Re-Turning III) pour harpe et orchestre
- 2014 : Fluss - Ich wollt', ich wäre ein Fluss und Du das Meer pour quatuor à cordes et orchestre
- 2015 : Hika, pour violon et orchestre à cordes
- 2016 : Sorrow River, pour flûte à bec et cordes
- 2016 : Umarnung (Licht und Schatten), pour orgue et orchestre
- 2017 : Sublimation, pour violoncelle et orchestre commandé pour la finale du Concours Reine Élisabeth
- 2022 : Ceremony, pour flûte et orchestre

### Musique de chambre
- 1980 : Quatuor à cordes no 2 Urbilder
- 1981 : Manifestation, pour violon et piano
- 1984 : Dan-sô, pour violon, violoncelle et piano
- 1985-1995 : New Seed of Contemplation, pour instruments traditionnels japonais
- 1986 : Utsurohi, pour shō et harpe
- 1986 : Im Wal der Zeit, pour quatuor à cordes et piano
- 1988 : Fragmente I, pour shakuhachi, koto et shamisen
- 1989 : Fragmente II, pour flûte alto et quatuor à cordes
- 1989 : Fragmente III, pour quintette à vent
- 1990 : Birds Fragments III, pour shō et flûte basse (version pour accordéon et flûtes à bec sous le titre Birds Fragments IIIb en 1997)
- 1992 : Landscape I pour quatuor à cordes
- 1992 : Landscape II pour harpe er quatuor à cordes
- 1992 : Vertical Time Study I, pour clarinette, violoncelle et piano
- 1993 : Two Pieces, pour violon et piano (ou harpe)
- 1993 : Landscape IV pour quintette à cordes
- 1993 : Landscape V, pour shō et quatuor à cordes
- 1994 : Variations, pour ensemble d'instruments à vent
- 1994 : Vertical Time Study II, saxophone ténor, piano et percussions
- 1994 : Vertical Time Study III, violon et piano
- 1994 : Interim, pour harpe et ensemble de chambre
- 1994-1996 : Im die Tienne der Zeit, pour clarinette et accordéon (version pour alto et accordéon ; version pour violoncelle et accordéon)
- 1996 : Memory, pour piano, violon et violoncelle
- 1996 : Windscapes, pour deux percussionnistes
- 1996 : Slow Dance, pour six instrumentistes
- 1996 : Memory, à la mémoire d'Isang Yun, pour piano, violon et violoncelle
- 1998 : Duo pour violon et violoncelle
- 1998 : Cloudscapes - Moon Night, pour shō et accordéon
- 1998 : Silent Flowers, pour quatuor à cordes
- 1999 : Arc-Song, pour clarinette et harpe
- 2001 : A Song from Far Away (In Nomine), pour six instrumentistes
- 2001 : Herbst-Lied, pour clarinette et quatuor à cordes
- 2002 : Ancient Dance, pour violon et piano
- 2002 : Somon-ka, pour orchestre de chambre
- 2002 : Im Frühlingsgarten, pour neuf instrumentistes
- 2003 : Floral Fairy, pour quatuor à cordes
- 2003 : Singing Garden, pour six instrumentistes
- 2003 : Garden at First Light, pour instruments traditionnels japonais
- 2006 : A String around Autumn, pour alto et piano
- 2007 : Lied, pour flûte et piano
- 2007 : Lied III, pour violoncelle et piano
- 2007 : Blossoming, pour quatuor à cordes
- 2007-2008 : Elegy, pour ensemble
- 2007-2009 : Kalligraphie – Sechs Stücke für Streichquartett, pour quatuor à cordes
- 2008 : Lied II, pour alto et piano
- 2008 : Stunden-Blumen (Toki no Hana), quatuor pour clarinette, piano, violon et violoncelle, dédié à Momo Kodama
- 2009 : Schneeglöckchen, pour flûte à bec ténor et koto
- 2009 : O Mensch, bewein dein Sünde groß, arrangement pour quatuor à cordes du choral pour orgue éponyme, BWN 622, de Jean-Sébastien Bach
- 2010 : Für Walter - Arc Song II, pour saxophone soprano, piano et percussions, dédié à Walter Fink
- 2011 : Itsuki no Komori Utar, pour violon et piano
- 2011 : Lullaby of Itsuki (Japanese Folk Songs), arrangement pour violon et piano
- 2012-2013 : MI-Ko, pour trois accordéons
- 2013 : Distant Voices, pour quatuor à cordes
- 2013 : Ancient Voices (In memory of Wolfgang Schulz), quintette à vent
- 2013 : Trio pour violon, violoncelle et piano
- 2014 : Small River in a Distance, pour quatuor à cordes
- 2016 : The Water of Lethe, quatuor avec piano commandé par le Quatuor Fauré

### Musique soliste
Pour piano
- 1977 : Melodia II
- 1994-1996 : Nacht Klänge
- 2000-2003 : Haiku pour Pierre Boulez
- 2011-2013 : Études I-VI — la première est dédiée à Kei Ito ; la seconde à Yu Kosuge ; les troisième, quatrième, cinquième et sixième à Momo Kodama.
- 2012 : Mai - Uralte japanische Tanzmusik
- 2019 : Verlust

Pour orgue
- 1990 : Sen IV
- 2000 : Cloudscape

Pour violon
- 1978 : Winter Bird
- 2007-2008 : Elegy
- 2010 : Spell

Pour alto
- 2006 : Lascia ch'io pianga , arrangement pour alto de l'aria éponyme d'Almirena à l'acte II de Rinaldo, HWV 7, de Georg Friedrich Haendel
- 2011 : Threnody – to the victims of Tohoku Earthquake 3.11
- 2011 : O Mensch, bewein’ dein’ Sünde groß, arrangement pour alto de la pièce pour orgue éponyme, BWV 622, de Jean-Sébastien Bach

Pour violoncelle
- 1986 : Sen II
- 2012 : Small Chant

Pour flûte
- 1984-1986 : Sen I
- 1995 : Vertical Song I, pour flûte (version pour flûte à bec en 1996 sous le titre Vertical Song Ib)
- 1997 : Atem-Lied, pour flûte basse
- 2012 : Lied pour flûte à bec

Pour clarinette
- 2005 : Étude, pour clarinette basse
- 2009 : Edi

Pour hautbois
- 2014-2015 : Spell Song

Pour basson
- 1995 : Sen VII

Pour cor
- 2011-2013 : Kleine Blume – for the 50th birthday of Michael Haefliger

Pour accordéon
- 1979 : Melodia, pour accordéon, dédié à Mie Miki
- 1991-1992 : Sen V
- 2002 : Slow Motion

Pour shō
- 1990 : Birds Fragments II (avec ou sans percussion)
- 2002 : Wie ein Atmen im Lichte
- 2008 : Sakura - for the 80th birthday of Dr. Otto Tomek

Pour shamisen
- 1988-1991 : Sen III

Pour koto à dix-sept cordes
- 1982-1999 : Nocturne

Pour guitare
- 2003 : Serenade

Pour harpe
- 1982 : Neben dem Fluss
- 1982 : By the River
- 2001 : Re-Turning II
- 2008 : Two Japanese Folk Songs
- 2009 : Gesine
- 2015 : Aeolus-Re-Turning III — Commande de Radio France

Pour marimba
- 2002 : Reminiscence
- 2008 : Sakura

Pour percussion
- 1993 : Sen VI

### Musiques de film

#### Compositions écrites spécifiquement pour une production
- 1990 : L'Aiguillon de la mort (Shi no Toge), film japonais réalisé par Kōhei Oguri
- 1996 : Nemuru otoko, film japonais réalisé par Kōhei Oguri

#### Compositions antérieures employées dans la bande sonore d'un film
- 2009 : Ondine, film irlandais réalisé par Neil Jordan (Introduction de Circulating Ocean pour orchestre, composé en 2005)
- 2016 : Silence, film américano-mexicano-taïwanais réalisé par Martin Scorsese (Cloud and Light, concert pour shō et orchestre composé en 2008)

## Discographie
Piano
- Point et Ligne : Études pour piano d'Hosokawa et Claude Debussy - Momo Kodama, piano (janvier 2016, ECM Records 481 4738) (OCLC 981943515)

Musique de chambre
- Landscape I, II et V ; Fragmente II ; Vertical Time Study III - Quatuor Arditti ; Pierre-Yves Artaud, flûte alto ; Ichiro Nodaira, piano ; Kaoru Nakayama, harpe ; Mayumi Miyata, shō (1996, Arditti Quartet Edition 30, Montaigne MO 782078)[18]
- In die Tiefe der Zeit - Julius Berger, violoncelle ; Stefan Hussong, accordéon (29 avril 1996, Wergo WER 6617-2) (OCLC 811338167) — avec Two⁴ de John Cage.
- Deep Silence, Gagaku : œuvres pour duo shō et accordéon, ou shō seul et accordéon seul - Mayumi Miyata, Shō ; Stefan Hussong, accordéon (18-20 février 2003, Wergo WER 6801-2) (OCLC 57450220)
- Birds fragments : Atem, Memory : in memory of Isang Yun, Vertical time study I, Birds fragments III [version avec accordéon], Duo pour violon et violoncelle, Haiku : for Pierre Boulez, to his 75th birthday - Claudio Jacomucci, accordéon ; Ensemble Alter Ego : Manuel Zurria, flûte ; Paolo Ravaglia, clarinette ; Francesco Peverini, violon ; Francesco Dillon, violoncelle ; Oscar Pizzo, piano (Stradivarius) (OCLC 941809531)
- Quintette et solos : Landscape V, Threnody, Fragmente II, Small chant, Landscape II, Elegy - Mayumi Miyata, shō ; Naoko Yoshino, harpe ; Tosiya Suzuki, flûte à bec ; Quatuor Arditti (24 septembre 2012 et 16-17 septembre 2013, Wergo) (OCLC 919495916)

Avec orchestre
- Vertical Time Study I ; Sen V ; In die Tiefe der Zeit ; Melodia ; Vertical Time Study III - Michael Riessler, clarinette ; Werner Taube, violoncelle ; Yukiko Sugawara-Lachenmann, piano ; Stefan Hussang, accordéon ; Asako Urushihara, violon ; Orchestre de chambre Diagonal, dir. Chōsei Komatsu (1998, Col Legno WWE2016)[19]
- Concerto pour saxophone ; Ferne-Landschaft II ; Voyage I ; Koto-uta -  (avril 1997/mars 2000, Kairos KAI 12172)[20] (OCLC 50443406)
- Œuvres pour flûte : Vertical Song I ; Sen I ; Lied ; Fragmente II ; Voyage V ; Kuroda-Bushi [arr. pour flûte alto] - Kolbeinn Bjarnason, flûte et flûte alto ; Caput Ensemble, dir. Snorri Sigfus Birgisson (5-6 novembre / 3, 11 décembre 2008, Naxos 8.572479) (OCLC 767879663)
- Landscapes : Landscape V [version avec orchestre] ; Ceremonial Dance ; Sakura fur Otto Tomek ; Cloud and Light - Mayumi Miyata, shō ; Orchestre de chambre de Munich, dir. Alexander Liebreich (octobre 2009, ECM Records 476 3938) (OCLC 1083546366)
- Silent flowers : Blossoming, Kalligraphie, Landscape I, Silent flowers, Urbilder - Quatuor Arditti (20-22 février 2012, Wergo) (OCLC 919495802)
- Voyage IX, « Awakening » ; Blossoming II - Timo Korhonen, guitare ; Orchestre symphonique d'Oulu, dir. Santtu-Matias Rouvali (22-25 octobre 2012, Ondine ODE 1219-2)
- Œuvres pour orchestre vol. 1 : Concerto pour cor « Moment of Blossoming » ; Lotus under the Moonlight, hommage à Mozart, piano concerto ; Chant - Momo Kodama, piano ; Stefan Dohr, cor ; Anssi Karttunen, violoncelle ; Orchestre national royal d'Écosse, dir. Jun Märkl (10-11 juin 2013, Naxos 8.573239) (OCLC 937884066)
- Œuvres pour orchestre vol. 2 : Woven Dreams, Blossoming II, Circulating Ocean - Orchestre national royal d'Écosse et Orchestre national de Lyon, dir. Jun Märkl (15 juillet 2007 et 10-12 juin 2013, Naxos 8.573276)
- Œuvres pour orchestre vol. 3 : Meditation, Nach dem Sturm, Klage, Autumn Wind - Susanne Elmark et Ilse Eerens, sopranos ; Mihoko Fujimura, mezzo-soprano ; Tadashi Tajima, Shakuhachi ; Orquesta Sinfónica de Euskadi, dir. Jun Märkl (14-15 décembre 2016 et 13, 15-16 mai 2017, Naxos 8.573733)

Vocale
- The Raven, monodrame pour mezzo-soprano et 12 instrumentistes - Charlotte Hellekant, mezzo-soprano ; United Instruments of Lucilin, dir. Kentaro Kawase (29/31 octobre 2014, Naxos 8.573724)[21].

## Prix et distinctions
- Prix de Kyoto (1988)
- Prix de musique de Duisbourg (1998)
- Membre de l'Académie des arts de Berlin (2001)
- Prix Suntory (2007)
- Médaille au ruban pourpre (2012)
- Coup de coeur musique contemporaine 2020 de l'Académie Charles-Cros[22].
- Médaille Goethe 2021